# 伏尸神社
伏尸神社（ふししじんじゃ）は、佐賀県武雄市若木町にある神社。
祭神は壱岐値真根子。

## 概要
『日本書紀』に登場する壱岐値真根子を祀っている。
『日本書紀』によれば、 壱岐値真根子は都を留守にしている間に反乱の罪を着せられた武内宿禰を助けるため、身代わりとなり亡くなった。この死体を壱岐島に運ぶことになった。昔は藤津、彼杵の辺りまで三韓に渡るには唐津より出航していて、川古はその交通の要所であった。横辺田から多久を通り川古まで来た時に死体は重くて運ぶことができなかったので、この地に来て葬ることになったと伝えられ、これを神と崇め奉ったのが伏尸神社である。
伏尸というのは、剣に死した屍の意味、または武内宿禰が自分の身代わりとなって死んだ真根子の屍に伏して悲しんだからともいわれている。